# Nić krawiecka

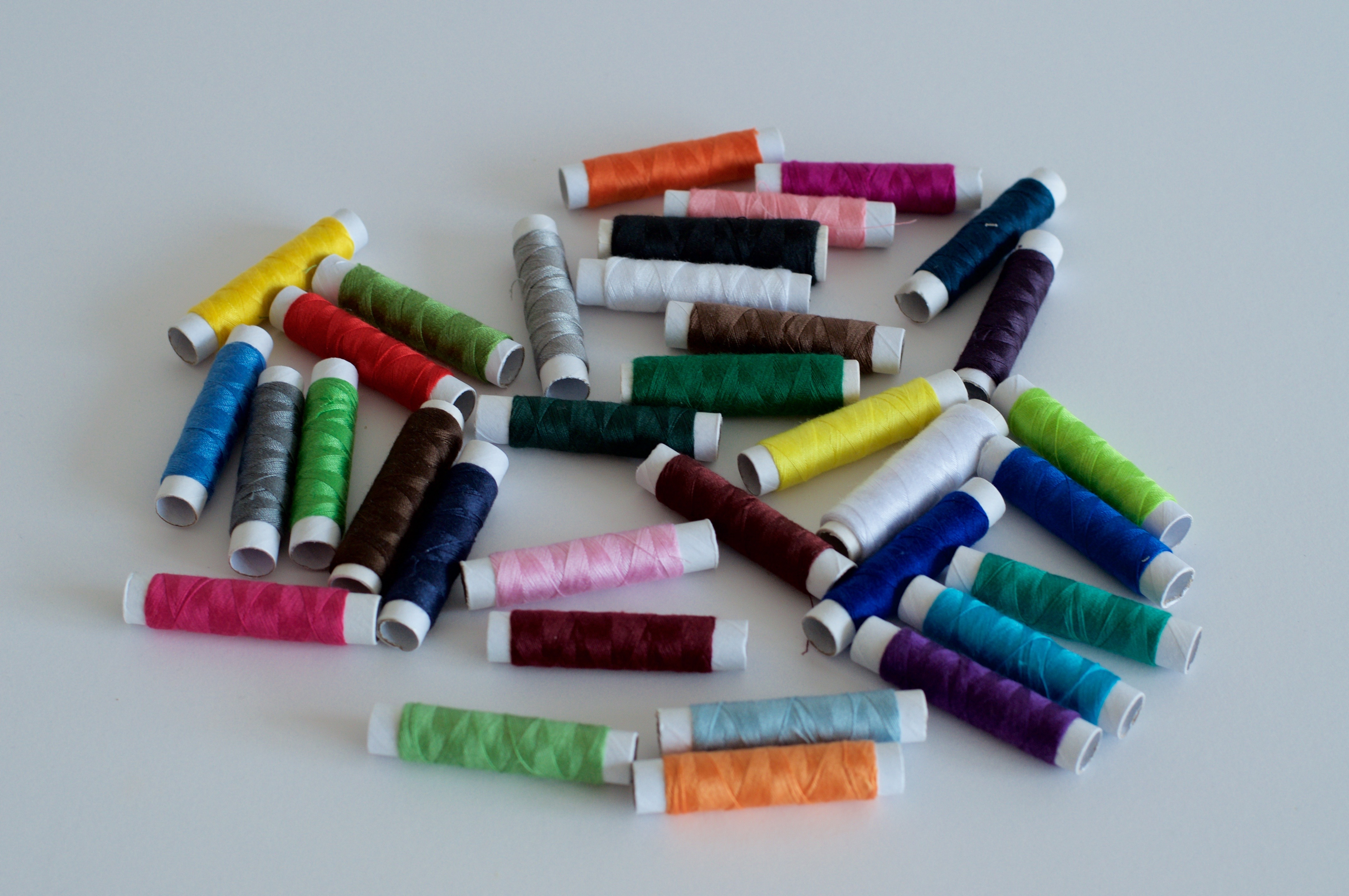
Szpulki nici krawieckich

Nić krawiecka, nić szwalnicza – wyrób włókienniczy o strukturze walcowatej, ciągłej. Powstaje etapowo przez skręcenie stosunkowo krótkich włókien lub drobnych włókien ciągłych w procesie przędzenia w półprodukt: przędzę, która następnie skręcana jest w nić. Przędzenie może być wykonywane chałupniczo (ręcznie) lub przemysłowo w przędzalni (mechanicznie). Uważa się, że 95% produkowanych nici krawieckich ma zastosowanie komercyjne albo przemysłowe. 

## Materiały
Nici mogą być wykonywane z rozmaitych materiałów, w zależności od zastosowania:
- bawełna,
- wełna,
- len,
- jedwab,
- sztuczny jedwab,
- nylon (poliamid),
- poliester,
- metal.

## Typy nici krawieckich
Wyróżnia się 6 typów nici krawieckich:
- bawełniane,
- lniane,
- z poliestru, nylonu,
- jedwabne,
- specjalne,
- hybrydowe.

## Charakterystyka
Nici krawieckie muszą być mocne, gładkie, nie mogą się odbarwiać, kurczyć w trakcie użytkowania wyrobów odzieżowych. Najważniejszymi parametrami nici są:
- surowiec
- grubość
- wytrzymałość
- stopień nierównomierności
- sprężystość
- skręt – liczba zwojów na jednostkę długości. Odpowiednia liczba zwojów zapewnia należyte scalenie składających się na nić włókien, pożądaną wytrzymałość i sprężystość. Zbyt duży skręt może powodować tworzenie się węzełków, pętelek i zgrubień, uniemożliwiających prawidłowe kształtowanie ściegu
- kierunek skrętu – skręt „S” jest określany jako lewostronny, natomiast skręt „Z” - jako prawostronny. W większości jednoigłowych stębnówek oraz innych maszyn szwalniczych wykorzystuje się nici o kierunku skrętu „Z”. Skręt „S” sprawia, że nici rozwarstwiają się podczas szycia ściegów.